# سيليا دي مولينا
سيليا دي مولينا دياز (بالإسبانية: Celia de Molina Díaz) هي ممثلة وكاتبة سيناريو إسبانية، ولدت في 31 مارس 1983 في لينارس في إسبانيا.

## روابط خارجية
- Celia de Molina على موقع IMDb (الإنجليزية)
- Celia de Molina على موقع قاعدة بيانات الفيلم (الإنجليزية)